# خواجه‌لر علیا
خواجه‌لر علیا یکی از روستاهای استان آذربایجان شرقی است که در دهستان چاراویماق جنوب شرقی بخش شادیان شهرستان چاراویماق واقع شده‌است.این روستا ۹۵ نفر جمعیت دارد.